# Eucereon picoides
Eucereon picoides är en fjärilsart som beskrevs av Rothschild 1912. Eucereon picoides ingår i släktet Eucereon och familjen björnspinnare. Inga underarter finns listade i Catalogue of Life.